# Exostema myrtifolium
Exostema myrtifolium är en måreväxtart som beskrevs av August Heinrich Rudolf Grisebach. Exostema myrtifolium ingår i släktet Exostema och familjen måreväxter.
Artens utbredningsområde är Kuba.

## Underarter
Arten delas in i följande underarter:
- E. m. barbatum
- E. m. myrtifolium